# Филбрик, Фредерик
Фредерик Адольфус Филбрик (англ. Frederick Adolphus Philbrick; 13 июня 1835 — 25 декабря 1910) — юрист, судья и королевский адвокат. Один из первых британских филателистов.

## Биография

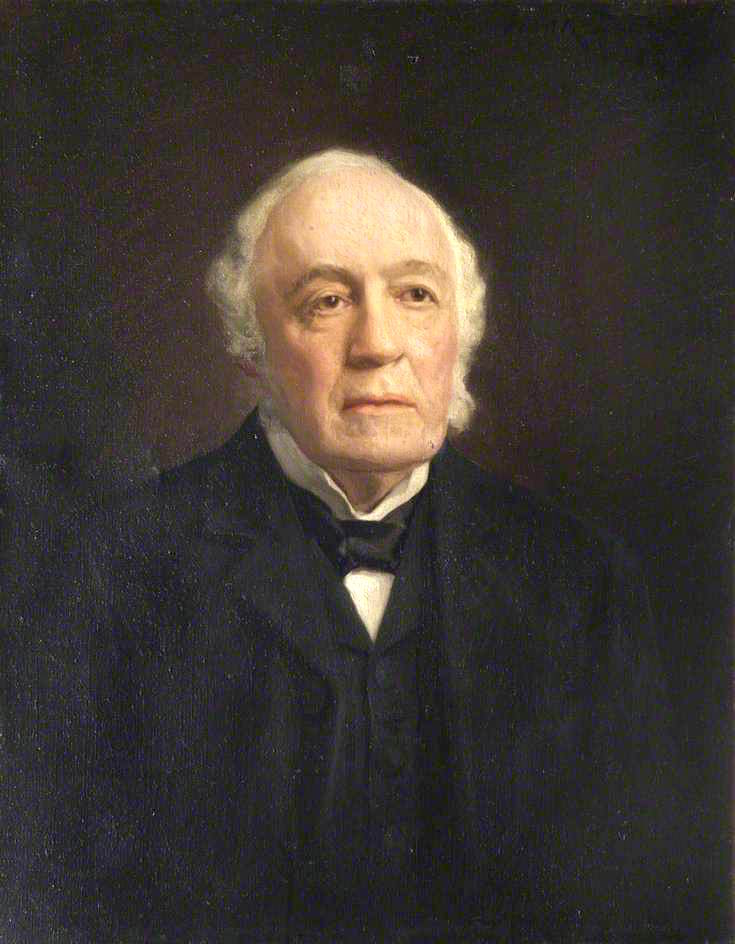
Портрет судьи Ф. Филбрика работы Франка Даниеля (ок. 1913)

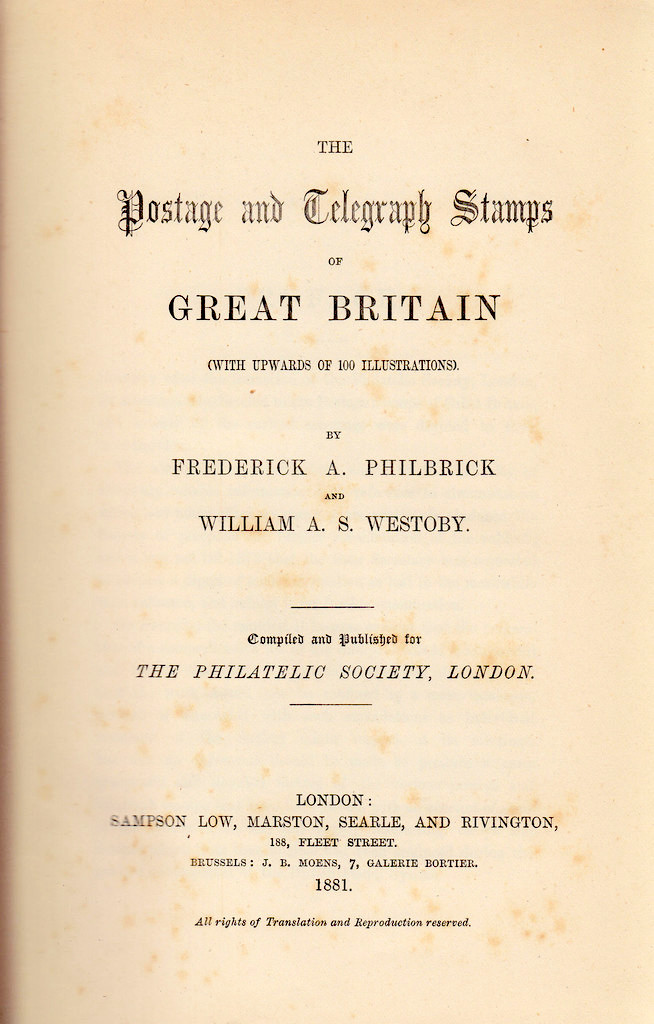
Книга Фредерика Филбрика и Уэстоби, Уильям Амос Скарборо «Почтовые и телеграфные марки Великобритании» (1881)

Уроженец Колчестера (графство Эссекс, Англия). Родился 13 июня 1835 года в семье юриста.
Будучи сыном юриста, Фредерик Филбрик сам проделал успешную юридическую карьеру, став со временем судьёй.

## Вклад в филателию
В 1866 году Филбрик стал обладателем коллекции Жоржа Эрпена (Georges Herpin), который двумя годам раньше ввёл в оборот термин «филателия». Приблизительно в 1868 году Филбрик приобрёл собрание Джона Грея. Кроме того, в разное время ими были выкуплены коллекции Ф. де Сольси и других собирателей.
Филбрик был одним из учредителей Филателистического общества Лондона (англ. Philatelic Society, London), которое позднее стало Королевским филателистическим обществом Лондона. Он был его первым вице-президентом, а также был президентом общества с 1872 года по 1892 год.
Фредерик Филбрик также был почётным членом Фискального филателистического общества.
Свои филателистические произведения Филбрик подписывал двумя псевдонимами: «An Amateur» («Любитель») и «Damus Petimusque Vicissim» (с лат. — «Даём и просим взаимно» — цитата из Ars poetica Горация и девиз Британской Гвианы). Последнее отражало его филателистический интерес к этой стране.
Фредерик Филбрик назван одним из «отцов филателии» в «Списке выдающихся филателистов». Его коллекцию приобрёл Филипп Феррари.

## Избранные труды
- The Postage and Telegraph Stamps of Great Britain [Почтовые и телеграфные марки Великобритании], 1881 (в соавторстве с У. А. С. Уэстоби[англ.][16]). (англ.)
- Notes on the Proofs and Essays of Great Britain [Заметки о пробных марках и эссе Великобритании] // The Stamp-Collector's Magazine. — 1868. (англ.)